# Leijonkloo
Leijonkloo var en svensk adelsätt, vilken adlades 1673, introducerad på Sveriges Riddarhus 1675, och utdog 1719.

## Blasonering
"En delad sköld, i blått och svart, belagd med ett tillbakaseende lejon."

## Biografi
Anders Barckman var student vid Uppsala universitet 1648. Aktuarie i general kommerskollegium 1659. Sekreterare vid generalguvernementet i Pommern (Ak.) 1665-05-24. Han adlades 1673-03-13 (introd. 1675 under nr 841). Kommissionssekreterare 1674, sekreterare i kunglig kansliet 1674. Extra ordinarie envoyé till Danmark 1684, rapellerad 1693. Åter därtill förordnad 1694. Han avled barnlös 1719 i Stockholm och slöt således själv sin adliga ätt. Gift 1670 med Magdalena Lefler i hennes 2:a gifte, född 1628, död 1685 och begraven 1685 i Storkyrkan, Stockholm.
Anders Barckman hade två bröder vilka adlades Leijonbergh, Johan och Didrik, varför ätten Leijonkloo har gemensamt ursprung med adliga och friherrliga ätten Leijonbergh.